# Slavićka
Slavićka (szerbül: Славићка), falu Banja Luka községben, Bosznia-Hercegovinában, Bosanska krajina területén, a Szerb Köztársaságban. 

## Fekvése
Bosznia-Hercegovina északi részén, Banja Lukától légvonalban 18, közúton 23 km-re nyugat-északnyugatra, 185-450 méteres magasságban, a Potkozarje területén, a Gomjenica-folyó és a Brkolosa-folyó által közrefogott dombvidéken fekszik. A falu a Rakitovača-domb északi oldalán 5 km, a Rakitovača másik, déli oldalán pedig 4 km hosszan húzódik. Északról Piskavica, északkeletről Borkovići, délről Bronzani Majdan, nyugatról Jelićka község, északnyugatról Radosavska község határolja. A volt Jugoszlávia idején Piskavica községhez tartozott. Közvetlenül a boszniai háború után Ivanjska, majd Bronzani Majdan, végül pedig Banja Luka községhez került.
Slavićka északi része előtt folyik a Brkolosa, déli és délnyugati oldalán pedig a Gomjenica-folyó, amely körül termőföldek vannak, ahol a kukorica, a búza, a zab, az árpa, a rozs és más növények teremnek. A szántóföldek nagy részét szarvasmarha takarmányozására használják. A dombos részeken főként gyümölcsösök találhatók, ahol főként a szilva és az alma terem. 1950-ig a falu lakóinak házai a 400-500 méter magas dombvidéken, igen kedvezőtlen terepen helyezkedtek el. Az ilyen jellegű települések alapja az utakról és síkságokról való menekülés, hogy elkerüljük a török portyázókat, akik az utakon és síkságon jártak, és ritkán döntöttek a hegymászás mellett. A dombokon és egyenetlen terepen könnyebb volt elmenekülni és elbújni minden nem kívánt látogató elől. Természetesen kedvezőbbek voltak a védekezés feltételei is, amikor védekezésre volt szükség. A háborús idők után sokan költöztek le a Brkolosa-folyóhoz, az út mellé, ahol  minden szükséges kényelemmel felszerelt házakat építettek.

## Népessége
| Nemzetiségi csoport | Népesség 1991 | Népesség 2013 |
| ------------------- | ------------- | ------------- |
| Szerb               | 967           | 710           |
| Bosnyák             | 0             | 0             |
| Horvát              | 0             | 4             |
| Jugoszláv           | 5             | 0             |
| Egyéb               | 13            | 6             |
| Összesen            | 985           | 720           |

## Története
A település 1878-ig tartozott az Oszmán Birodalomhoz, ekkor a berlini kongresszus határozata alapján az Osztrák-Magyar Monarchia része lett. 1879-ben az első osztrák-magyar népszámlálás során a Banja Luka-i járáshoz és Banja Luka községhez tartozó Slavići településnek 81 háztartása és 524 ortodox lakosa volt. 1910-ben a Banja Luka-i járáshoz tartozó településeken 109 háztartást, 763 ortodox szerb és 3 muszlim lakost találtak. A monarchia szétesésével 1918-ban előbb a Szerb-Horvát-Szlovén Királyság, majd 1929-től a Jugoszláv Királyság része. 1921-ben a községnek összesen 115 háztartása és 748 lakosa volt. Jugoszlávia megszállása után a Független Horvát Állam (NDH) része lett. 1945-től a szocialista Jugoszlávia része volt. A daytoni békeszerződést követő területfelosztásnál Banja Luka község részeként a Szerb Köztársaság területéhez került.